# Epsilon Volantis
Epsilon Volantis (ε Volantis, förkortat Epsilon  Vol, ε Vol) som är stjärnans Bayerbeteckning, är en kvadruppelstjärna belägen i den mellersta delen av stjärnbilden Flygfisken. Den har en kombinerad skenbar magnitud på 4,33 och är synlig för blotta ögat där ljusföroreningar ej förekommer. Baserat på parallaxmätning inom Hipparcosuppdraget på ca 5,8 mas, beräknas den befinna sig på ett avstånd på ca 560 ljusår (ca 170 parsek) från solen.

## Egenskaper
Primärstjärnan Epsilon Volantis A är en blå till vit jättestjärna av spektralklass B5 III. (Den är en spektroskopisk dubbelstjärna och de enskilda komponenterna är klassificerade som B6 IV och B8.)
Dubbelstjärnan har en omloppsperiod på 14,1683 dygn. Följeslagaren, Epsilon Volantis B, är separerad med 6,05 bågsekunder och har en skenbar magnitud på +8,1. Denna är också ett spektroskopisk dubbelstjärna, bestående av två stjärnor i huvudserien av spektralklass A2V och med en omloppsperiod på "några dagar".